# 蓬左文庫
蓬左文庫（ほうさぶんこ）、名古屋市蓬左文庫（なごやしほうさぶんこ、英称：Hosa Library, City of Nagoya）は、愛知県名古屋市東区徳川町の徳川園にある、尾張徳川家の旧蔵書などの文献資料を所蔵する公開文庫。

## 概要
1616年（元和元年）に名古屋城（別名「蓬左城」）内に設けられた同家の書物庫「御文庫」を起源とし、1912年（大正元年）頃徳川義親により「蓬左文庫」と命名。1950年（昭和25年）に名称と蔵書の一部が名古屋市に売却譲渡され、1978年（昭和53年）以降は名古屋市博物館の分館として書籍の収集・保管、一般公開を行っている。2016年（平成28年）現在の蔵書数は約11万点。

## 沿革

### 御文庫
蓬左文庫は、1616年（元和元年）、徳川家康の死去に際し、家康の九男で尾張徳川家初代の徳川義直に約3,000冊の蔵書（駿河御譲本）が分与されたことを機に、名古屋城内に創設された「御文庫」（尾張藩文庫）を起源としている。
この文庫は義直の「決して門外不出とすべからず」との言に基づき、江戸時代から公開されていた。本居宣長が『古事記伝』執筆の際、資料を閲覧するために利用したという話もある。
その後、歴代の尾張藩主によって蔵書数が増えていき、幕末期の蔵書数は約5万点と推定されていたが、明治維新後の混乱期に約3分の1が流出した。

### 蓬左文庫
1912年（大正元年）頃、尾張徳川家の第19代当主・徳川義親により蓬左文庫と命名される。義親は蓬左文庫の蔵書を整理し、1931年（昭和6年）12月、財団法人尾張徳川黎明会を設立して同財団に尾張徳川家伝来の什宝や美術品とともに文献資料を寄付した。
このうち文献資料約10万点は、1932年（昭和7年）に財団の施設として東京府高田町雑司ヶ谷に改組・新築された蓬左文庫に移され、1935年（昭和10年）から一般公開されることになった。しかし開館後10年足らずで戦争のため休館することになり、のちに名古屋市に移管されるまで、蓬左文庫は閉館したままとなっていた。

### 名古屋市への移管

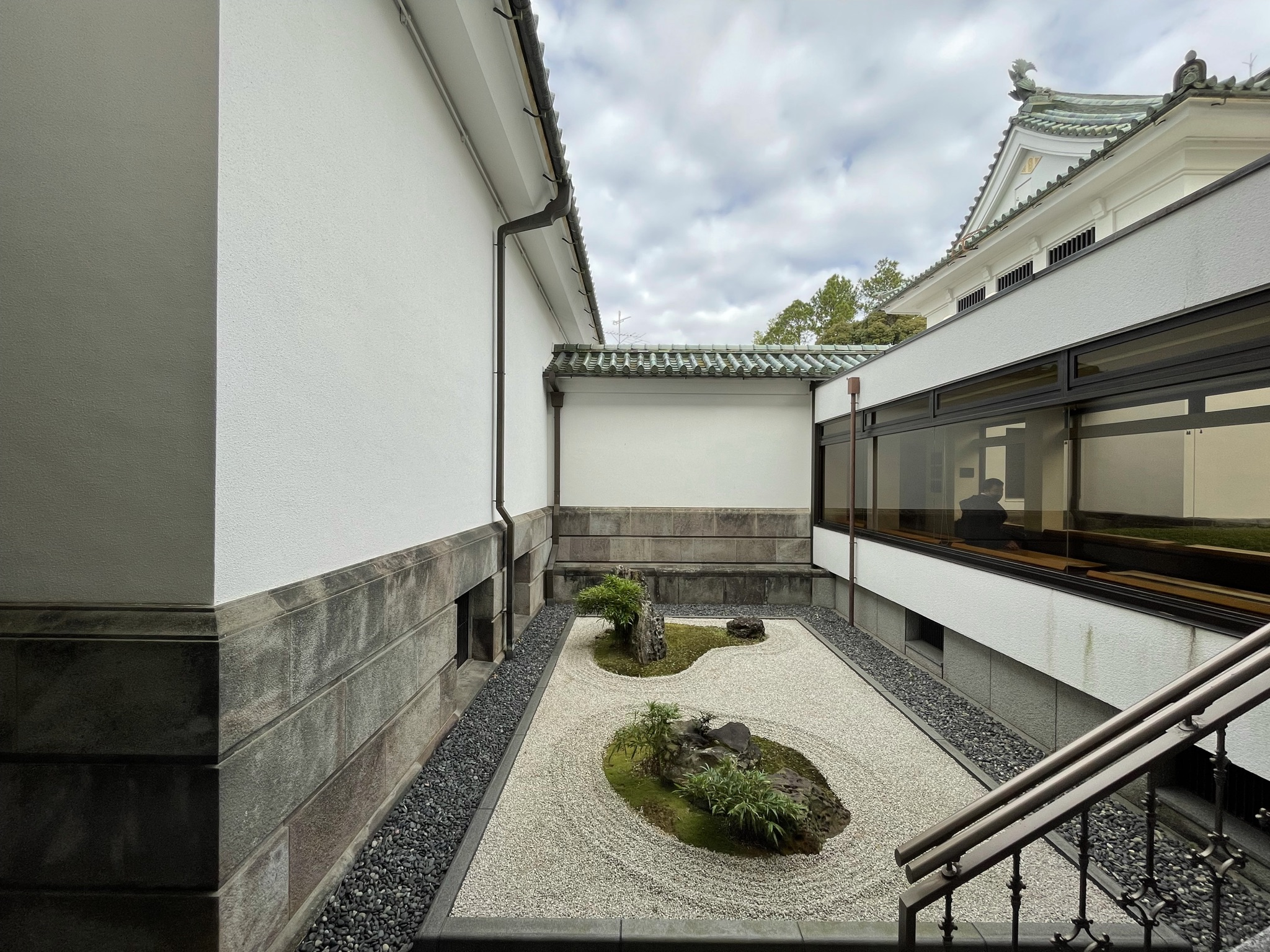
徳川美術館と廊下で連結

1950年（昭和25年）に、戦後の社会的混乱、経済的困窮を背景に、蓬左文庫の名称と蔵書・史料のうち約6.4万冊は徳川黎明会から名古屋市に売却譲渡・移管された。このとき、藩政に関する文献資料は、同年に蓬左文庫から分離独立した徳川林政史研究所で別途保存・研究・公開されることになった。
1951年（昭和26年）以降、蓬左文庫は名古屋市が管理する徳川園（旧尾張徳川家大曽根邸）の敷地内に設置され、一般公開が開始された。
1978年（昭和53年）に名古屋市博物館の開館に伴ってその分館となり、2016年（平成28年）現在に至っている。
2004年（平成16年）、展示室を拡大整備して同じ敷地内の徳川美術館と建物を連結し、リニューアルオープンした。

## 蔵書
蔵書の大部分は和漢の古典や古文書、古絵図、尾張藩・尾張徳川家関連の資料で、重要文化財の『続日本紀』、『侍中群要』、『斉民要術』、『河内本源氏物語（尾州家本源氏物語）』、『論語集解』などが含まれている。2016年（平成28年）現在の蔵書数は、尾張徳川家伝来の古書など約11万点で、古地図などの絵図2千枚以上が含まれる。

### 重要文化財（国指定）
名古屋市所有、蓬左文庫保管の重要文化財は以下のとおり。
- 続日本紀（金沢文庫本）30巻 附：慶長補写本 10巻
- 源氏物語（河内本）23冊 正嘉二年北条実時奥書 附：近衛信尹筆者極1巻、古筆了佐筆者目録1巻
- 侍中群要（金沢文庫本）10巻 嘉元四年北条貞顕書写 ‐ 1935年（昭和10年）頃、蓬左文庫の一般公開にあたり、近衛文麿から交換で入手したとされる[8]。
- 斉民要術（金沢文庫本）22巻 文永十一年北条実時奥書
- 論語集解 10冊 元応二年書写奥書
- 宋版太平聖恵方（金沢文庫本）24冊 附：慶長補写本27冊、聖恵方正誤2冊
- 朝鮮版高麗史節要（銅活字本）35冊 景泰四年四月印記

## 建物
蓬左文庫旧書庫の建物は、2011年（平成23年）に名古屋市の登録地域建造物資産に登録されている。

## 交通手段
- 名鉄瀬戸線 森下駅下車、徒歩で約5分。
- JR中央本線 大曽根駅下車、南口から徒歩で約10分、名古屋市営地下鉄名城線 大曽根駅下車、徒歩で約13分。
- 基幹バス（市バス基幹2系統・名鉄バス）の「徳川園新出来」停留所下車、徒歩で約5分。

## 関連文献
- 蓬左文庫『蓬左文庫要覧』蓬左文庫、1935年。蓬左文庫 - Google ブックス。